# Cacilda de Assis
Cacilda de Assis, conhecida como Mãe Cacilda (Valença, 15 de março de 1917 — Rio de Janeiro, 21 de abril de 2009) foi uma compositora e Ialorixá (mãe-de-santo) brasileira, filha de Xangô e Iansã. Foi uma das mais famosas mães-de-santo do país entre as décadas de 60 e 80, por incorporar o Exu Sete da Lira e tornar popular em toda a mídia os rituais de esquerda da Umbanda.

## História
Nascida em Valença, no sul do estado do Rio, Mãe Cacilda manifestou os primeiros sinais de sua mediunidade ainda em sua infância. A primeira manifestação mediúnica se deu em seu aniversário de 7 anos de idade quando, após um desmaio, entrou em coma. Por recomendação de seus tios, foi solicitada a presença de uma benzedeira, porém os pais da menina mostraram-se resistentes à ideia. Logo após aceitarem a ajuda, foi constatado que ela estava em estado de possessão espiritual, sendo então encaminhada para a Federação Espírita Brasileira, a fim de iniciar seu processo de desenvolvimento mediúnico.
A ialorixá fez sua camarinha, o ritual de iniciação nas religiões afro-brasileiras, aos 15 anos, no Terreiro Pai Benedito do Congo, em Valença, sua cidade natal. O assentamento de seu guia mais famoso, Exu Sete da Lira, aconteceu em 13 de junho de 1938, após algumas manifestações dessa entidade. Em 1958, Dona Cacilda, como também era chamada, abriu a Tenda Espírita Filhos da Cabocla Jurema, no bairro de Cavalcanti, zona norte da cidade do Rio de Janeiro, com o dinheiro que ganhou na loteria. Com o grande crescimento obtido pelo seu terreiro por conta das consultas de Seu Sete da Lira, o terreiro teve que se mudar para o bairro de Santíssimo, zona oeste da cidade do Rio.

## O fenômeno “Sete da Lira”
A médium fez muito sucesso entre as décadas 60 e 80, apresentando para todo o país os rituais das entidades de esquerda que, naquele tempo, eram considerados como cultos de magia negra ou “baixo-espiritismo”. Apesar da grande polêmica gerada na época, vários estudiosos da área consideram Mãe Cacilda uma pioneira na divulgação e defesa das religiões afro-brasileiras, que naquela época sofriam muito preconceito, apesar de serem muito procuradas.
Na década de 70, as sessões de sábado à noite chegavam a reunir até 20 mil pessoas. As reuniões tinham início às 21h de sábado e terminavam no início da tarde de domingo. Em seu terreiro, os ogãs não tocavam apenas atabaques, mas também violões, flautas, cavaquinhos, pandeiros e outros instrumentos que formavam uma banda musical. Além da banda, existia um coral no terreiro. Além dos pontos de Umbanda, eram tocadas músicas dos mais variados estilos:  música popular, erudita, sacra, profana, tangos, valsas, choros, maxixes, boleros, hits radiofônicos e velhos sucessos carnavalescos.

Sobre o terreiro, o jornalista José Edson Gomes, do jornal Última Hora, na matéria "A Volta Por Cima" publicada na edição de segunda-feira, dia 17 de janeiro de 1983, diz:
"Misto de candomblé, quimbanda e umbanda, num rito traçado que fugia às normas gerais em uso no Rio, quando os cultos obedeciam regras mais ou menos definidas, com tendências claras para a magia negra, embora praticassem a magia branca, ou vice-versa, ela começou por uma variação notável. Dentro de seu imenso terreno, um sítio de muitos hectares, entre a estação de Santíssimo e a Avenida Brasil, foi construído um templo branco, grande, espaçoso e enfeitado, destinado à uma umbanda pura: o roncó da Cabocla Jurema. Ali as sessões eram mais ou menos restritas, destinadas aos adeptos da umbanda, da magia branca.
Alguns metros abaixo, fora do bosque e depois da cachoeira, foi construído um imenso galpão, praticamente aberto, onde funcionava a Gira de Seu Sete. Com bar e uma espécie de parque de diversões anexo, onde eram vendidos desde velas a produtos diversos ligados ou não ao culto, o centro exercia a verdadeira atração do lugar, não somente pela diversidade de culto, mais liberal e mais misterioso, como pela beleza folclórica. Ali havia não só uma aproximação com Iemanjá, a maravilhosa deusa das águas, expressão feminina dos Orixás, mas também o culto de Exu, o poderoso Deus do bem e do mal, das profundezas e da salvação, dos caminhos escuros e das estradas luminosas, conforme a maneira de tratá-lo melhor, pela qual seja invocado."

## Mãe Cacilda e “Seu Sete da Lira” na mídia
Mãe Cacilda foi a pioneira em ter um programa religioso voltado para as religiões afro-brasileiras. Entre as décadas de 60 e 70, a médium apresentou um programa na Rádio Metropolitana do Rio de Janeiro. Por conta do programa, a popularidade de seu terreiro bem como de sua entidade de trabalho aumentaram ainda mais.
No domingo, dia 29 de agosto de 1971, Mãe Cacilda foi convidada para participar do programa Buzina do Chacrinha, na Rede Globo. Caracterizada com as roupas usadas pela entidade tal como fazia em seus cultos no terreiro, a ialorixá levou assistentes para ajudá-la. Um tumulto foi ocasionado por conta de pessoas da platéia, da equipe do programa e até mesmo chacretes terem passado mal e/ou entrado em transe naquele momento. O apresentador Chacrinha se emocionou quando a médium incorporada pela entidade iniciou uma oração pelo filho do apresentador que havia ficado tetraplético ao bater a cabeça no fundo de uma piscina semanas antes.
Ao fim do programa, a médium ainda em transe, foi levada juntamente com seus assistentes para os estúdios da Rede Tupi para participar do Programa Flávio Cavalcanti, concorrente de Chacrinha no horário. O mesmo tumulto ocorreu e muitas pessoas da equipe do programa e do auditório passaram mal ou entraram em transe. Além disso, em ambos os programas, Mãe Cacilda incorporada de Seu Sete da Lira aspergiu as pessoas com marafo, assim como fazia em seu terreiro.
Formou-se um congestionamento de quase dois quilômetros nas imediações dos estúdios da Rede Tupi, no bairro da Urca, zona sul do Rio de Janeiro. A polícia foi acionada para conter os populares que queriam entrar à força nos estúdios do programa.

### Críticas, polêmicas e censura posteriores

#### Caso do jovem suicida
No dia 1º de setembro de 1971, o tabloide paulistano Notícias Populares, publicou uma matéria onde atribuía à apresentação da ialorixá a morte do jovem Everaldo Ferreira da Silva, de 31 anos, que acabou por cometer suicídio no dia 29 de agosto, às 13h30, em São Gonçalo, na região metropolitana do Rio. Apesar disso, ficou constatado que o jovem não estava assistindo ao programa do Chacrinha, visto que faleceu a tarde, horário em que o Programa Silvio Santos estava no ar pela Rede Globo. Tampouco teria assistido ao Programa Flávio Cavalcanti, que era exibido mais tarde que o programa de Chacrinha. No horário em que os programas de Chacrinha e Cavalcanti eram exibidos, o corpo do jovem já estava no Cemitério Municipal de São Gonçalo aguardando a necrópsia. Mesmo assim, a médium foi responsabilizada pelo falecimento do jovem.

#### Ataques da CNBB e de alas da Umbanda
Na sexta-feira, dia 3 de setembro, a Conferência Nacional dos Bispos do Brasil (CNBB) fez seu pronunciamento através de seu secretário-geral, o bispo Dom Ivo Lorscheiter, que declarou à imprensa que Mãe Cacilda e sua entidade “Seu Sete” haviam prejudicado a imagem do Brasil no exterior.
Outras críticas foram feitas pelo cardeal Dom Eugênio Sales em seu programa radiofônico, A Voz do Pastor, alertando os ouvintes sobre o “perigo das sub-religiões”. Vários periódicos católicos publicaram artigos contra a presença da Umbanda da televisão, coisa que não havia acontecido antes.
A polêmica chegou ao seu ápice quando Manoel Queiroga, então presidente da União Brasileira de Estudos e Preservação dos Cultos Africanos, fora convidado para participar do Programa Silvio Santos, na Rede Globo. Na ocasião, representando a entidade, se posicionou contra a Mãe Cacilda dizendo que as religiões afro-brasileiras estariam sendo conspiradas por mistificadores que encontram na fé e na desgraça dos outros uma forma de enriquecerem rapidamente. Os devotos de Seu Sete entenderam o pronunciamento como uma indireta à mãe-de-santo passando a atacar Queiroga em suas sessões.

#### Censura federal
Por conta de toda a polêmica ocasionada pela aparição da médium nos programas de Abelardo Barbosa, o Chacrinha, e Flávio Cavalcanti, bem como no pronunciamento do presidente da entidade umbandista no programa de Silvio Santos, a Censura Federal determinou a suspensão, por oito dias, dos programas de Chacrinha e Flávio Cavalcanti. Walter Clark, diretor-geral da Globo, e Almeida Castro, diretor-artístico da Tupi, se reuniram em 2 de setembro temendo proibições piores. O resultado desse encontro foi a assinatura de um protocolo destinado a eliminar as atrações “de mal gosto” das grades de ambas as emissoras.
Depois do episódio, a censura enrijeceu-se ainda mais colocando os programas de auditório na mira do regime militar. Artistas de esquerda, como Jorge Amado e Geraldo Vandré, foram proibidos de aparecerem nos programas. Foi proibido também a presença de costureiros e figurinistas em juris de programas de calouros – o que foi visto como pretexto para que homossexuais assumidos como Clodovil e Clovis Bornay fossem afastados de suas funções. Outras medidas de censura ocorreram até o fim da década.

## Últimos anos e morte
Mãe Cacilda trabalhou publicamente com a entidade Seu Sete da Lira até o ano de 2002, quando encerrou as suas atividades. Com o passar dos anos e o avançar da idade, Mãe Cacilda restringiu as consultas mediúnicas apenas aos seus familiares. Mãe Cacilda faleceu no dia 21 de abril de 2009, aos 92 anos, de causas naturais.

## Impacto na cultura popular
O culto ao Seu Sete da Lira se tornou muito comum no Rio de Janeiro, fazendo parte da cultura popular. Até a década de 80, ainda era comum encontrar automóveis com adesivos enaltecendo a entidade, tanto como forma de proteção como também um adereço da moda na época.
Vários artistas frequentaram o terreiro de Mãe Cacilda em busca de bênçãos do Exu. Pelé, Gretchen, Wilson Vianna (o intérprete do Capitão Aza), a poetiza Adalgiza Nery, o empresário Rubem Medina, o apresentador de televisão Chacrinha, Tim Maia e entre outros e até mesmo artistas internacionais como Freddy Mercury e os integrantes da banda Kiss.
Mãe Cacilda foi retratada no filme Chacrinha, o Velho Guerreiro. No filme roteirizado, conta que a saída de Chacrinha da Globo foi por conta da ida da mãe-de-santo ao programa, porém essa história não é verdadeira já que o apresentador estava tendo vários desentendimentos com o então diretor de programação e produção da emissora, José Bonifácio de Oliveira Sobrinho, o Boni, que culminaram na sua saída.

### Influência no Carnaval
Na década de 1970, a mãe-de-santo foi responsável por levar os rituais da Umbanda para os blocos de Carnaval. Ela criou o Bloco da Lira, que desfilou por muitos anos no carnaval carioca.
Em 1971, Mãe Cacilda desfilou incorporada pelo Exu Sete da Lira. Neste ano, o samba "Podes Voltar", composto pela ialorixá, ficou em terceiro lugar no concurso promovido pela Secretaria de Turismo da Guanabara, vencendo assim o tradicional bloco Cordão da Bola Preta, que ficou em quarto lugar.

A devoção a Seu Sete da Lira através de Mãe Cacilda se tornou comum entre os sambistas e escolas de samba. Previsto para o desfile de 2021, Exu Sete da Lira de Dona Cacilda foi homenageado no samba-enredo "Fala, Majeté! Sete Chaves de Exu", da escola-de-samba Acadêmicos do Grande Rio, que cita o ocorrido de 1971 de forma lírica: 
"Exu, potência e gingado, ponto riscado na carne, palco das festas da gente. Brinca o carnaval em transe, desafia, des(con)fia, desconcerta, bate a bola no asfalto, pisa no sapatinho, samba despudorado, dança inflado de vida, palhaço, e trança a crina do cavalo. Deus de chinelo rasgado, boca beijada, copo na mão, Seu Sete da Lira, bloco lotado, a máscara, Odara!, o baque, o buraco, o cru, o afoxé, o maracatu, o surdo de terceira, a fuzarca dos velhos cordões, o som que vem das favelas, capaz de transver o mundo. Exu, pedra que pulsa, valsa convulsa, mangue que benze, curva, couro, esquina, jorro, ouro e lata no Bal Masqué: não é um robô sanguíneo, não! É santo – mas nem tanto." 

### Mãe Cacilda e suas composições
Além de mãe-de-santo, Dona Cacilda foi uma grande compositora. Além dos discos lançados pela banda e coral de seu terreiro, ela compôs canções que foram interpretadas por Demônios da Garoa, Jackson do Pandeiro, Emilinha Borba, Edith Veiga, Waldick Soriano, Odete Amaral, Noite Ilustrada, Silvinho da Portela e tantas outras figuras da música brasileira.

## Nos dias de hoje e o legado de Mãe Cacilda de Assis
Apesar de Mãe Cacilda se afastar da mídia na segunda metade da década de 80 e desaparecer por completo nas décadas seguintes, a figura de Exu Sete da Lira ainda faz parte na vida de muitas pessoas no Brasil inteiro como também na cultura pop em forma de camisas, adesivos, estátuas representando a entidade e que também são encontradas na internet.
A ialorixá foi a primeira líder religiosa de culto afro-brasileiro a expor à mídia os seus rituais. A Umbanda, que era tida como religião marginalizada, passou a ser assumida por celebridades que a frequentavam além de chamar a atenção daqueles que pouco conheciam a religião. Muitos líderes reconhecem a importância de Mãe Cacilda nas grandes mídias e, principalmente, na era inicial da televisão brasileira.
Para alguns estudiosos, a Tenda Espírita Filhos da Cabocla Jurema e as manifestações de Exu Sete da Lira através da ialorixá Mãe Cacilda de Assis abriram caminho para a divulgação da Umbanda enquanto religião organizada, bem como foi responsável pela versão mais popular da religião que, posteriormente, passou a ser combatida pelas denominações neopentecostais que surgiriam décadas mais tarde, sobretudo a Igreja Universal do Reino de Deus.

## Discografia
- 1970: Tambor 7
- 1970: Seu Sete Saracura, Cura Minha Dor
- 1971: Sete Rei da Lira